# Bernina-vasút
A Bernina-vasút egy egyvágányú, 1000 mm-es nyomtávolságú, 1000 volttal villamosított vasútvonal. A svájci St. Moritz üdülővárost köti össze a Bernina-hágón keresztül az olaszországi Tiranóval. Napjainkban a Rhätische Bahn (RhB) vonala, a II. világháborúig önálló vasúttársaság (Berninabahn, BB) üzemeltette.
A Bernina-vasút az Alpok legmagasabban fekvő adhéziós vasúti pályája, és 7%-ot is elérő meredekségével az egyik legmeredekebb adhéziós vasút a világon. A vonalon található a híres Brusiói spirálviadukt is. Az Albula-vasúttal együtt 2008 óta az UNESCO Világörökség része.
Ez a világ első vasútvonala, melyet a Google az Utcakép szolgáltatáshoz is feldolgozott: egy vasúti teherkocsira kamerát helyeztek, majd a teljes vonalat lefotózták.

## Járművek
A vonalon 2010 tavasza óta teljesítenek szolgálatot a Stadler Rail Allegra motorvonatai. A kétáramnemű RhB ABe 8/12 motorvonatok az RhB törzshálózatán (11kV AC), valamint a Bernina-vasúton (1000V DC) is képesek közlekedni, ezáltal 2011 óta a Bernina Express vonatok Churtól Tiranóig mozdonycsere nélkül közlekedhetnek. Pontresinában mozdonycsere helyett csak áramnemváltás történik, ezzel a menetidő mintegy 5 perccel csökkent.
A menetrend szerinti forgalomban ezen kívül 6 db ABe 4/4 III motorkocsi vesz részt. Csak kisegítő jelleggel, illetve üzemi céllal kap szerepet 4 db ABe 4/4 II motorkocsi és 2 db Gem 4/4 hibrid mozdony.

## Képek

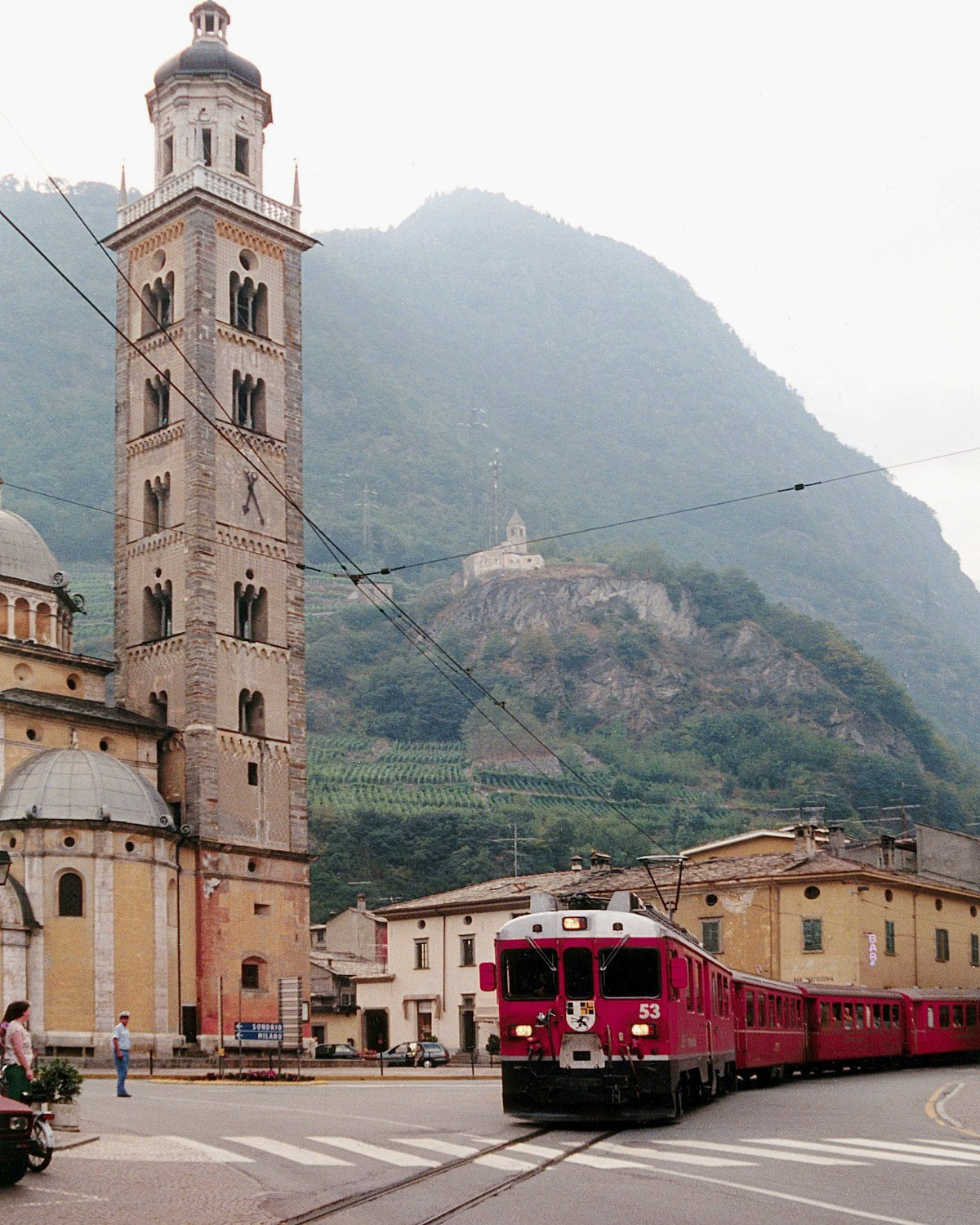
Vonat Tiranóban
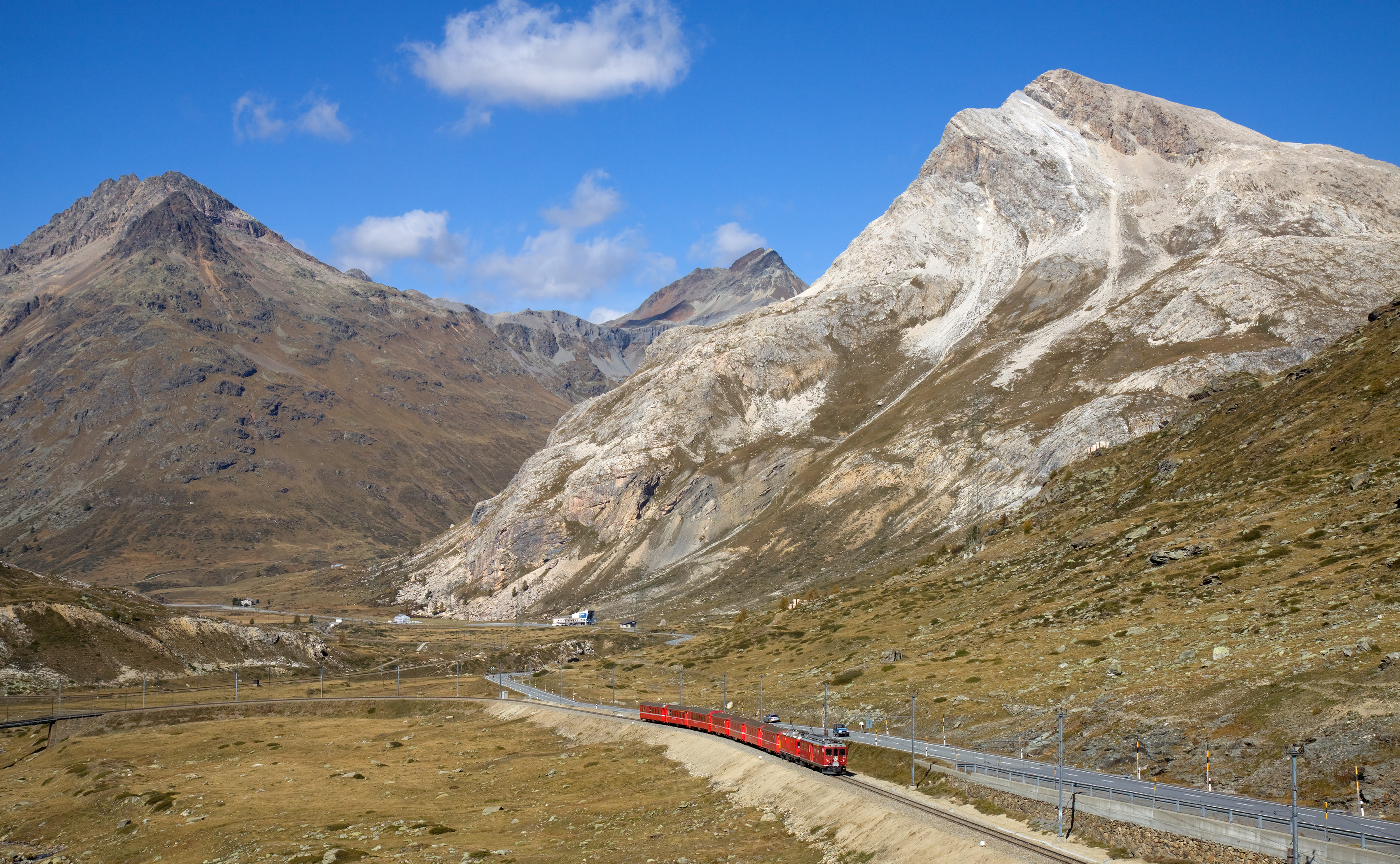
Tirano felé tartó RhB Regio vonat Lagalb és Ospizio Bernina között
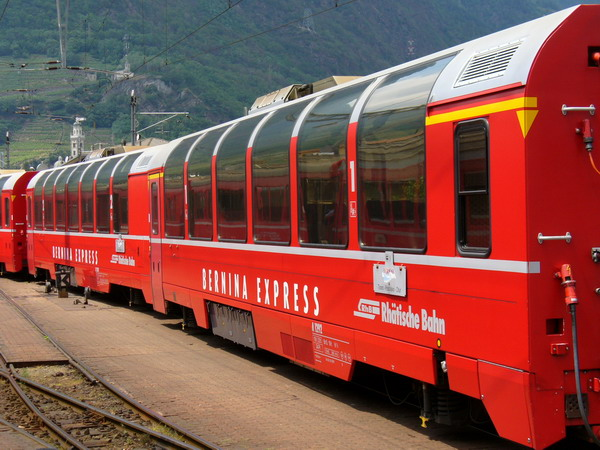
Bernina Express panorámakocsik Tiranóban
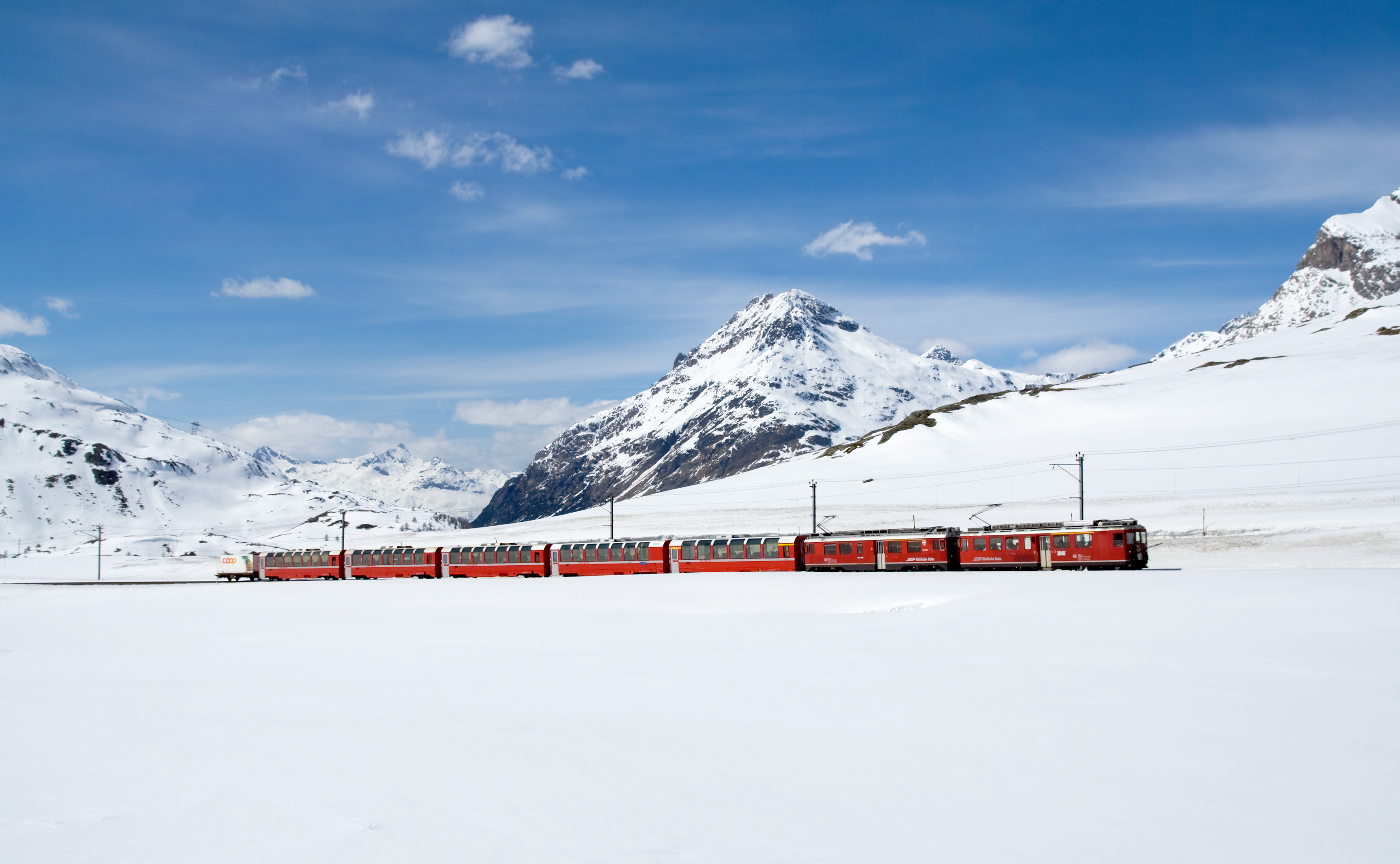
Lei Pitschen télen
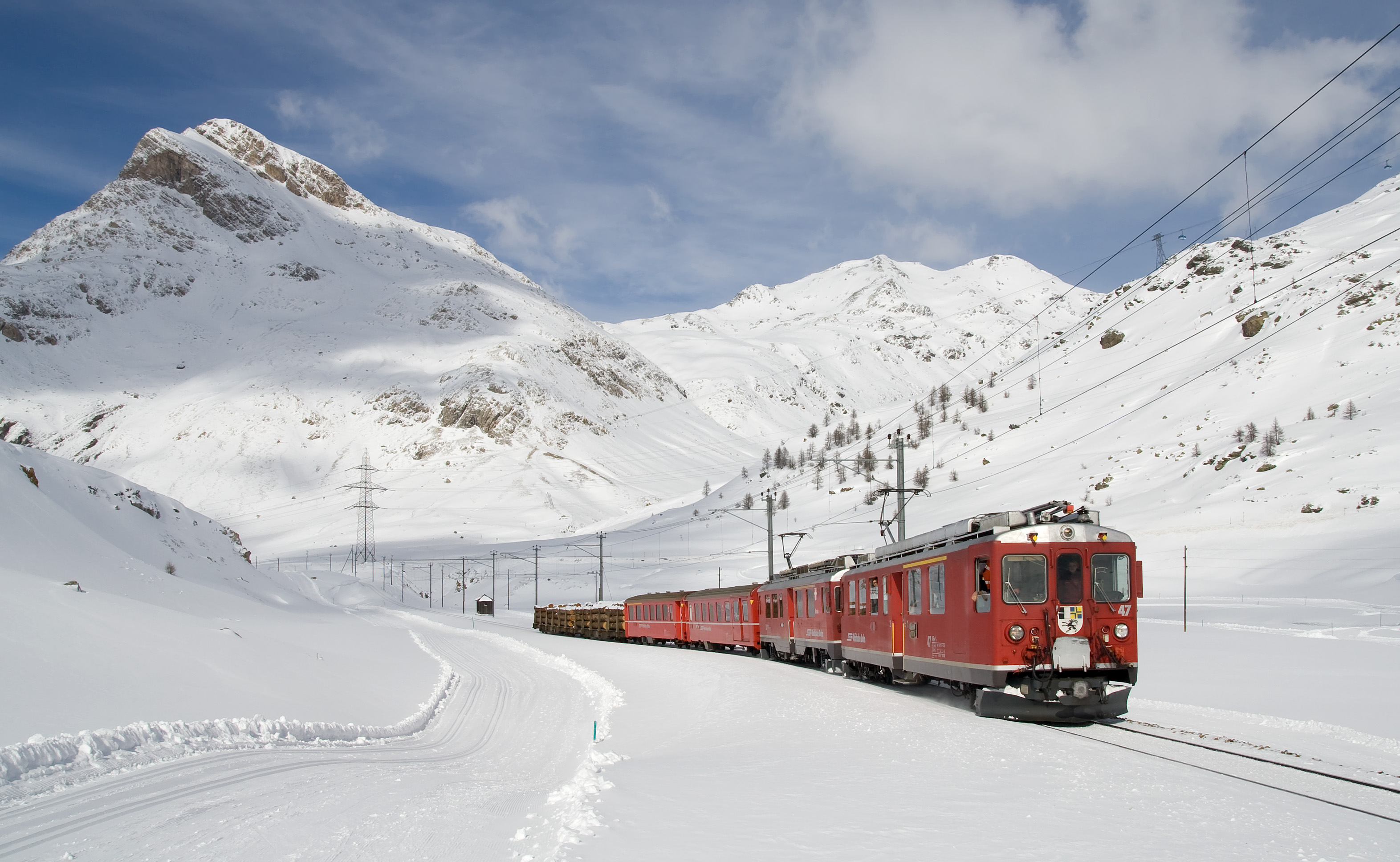
A Bernina-vasút Lagalb és Ospizio Bernina között télen
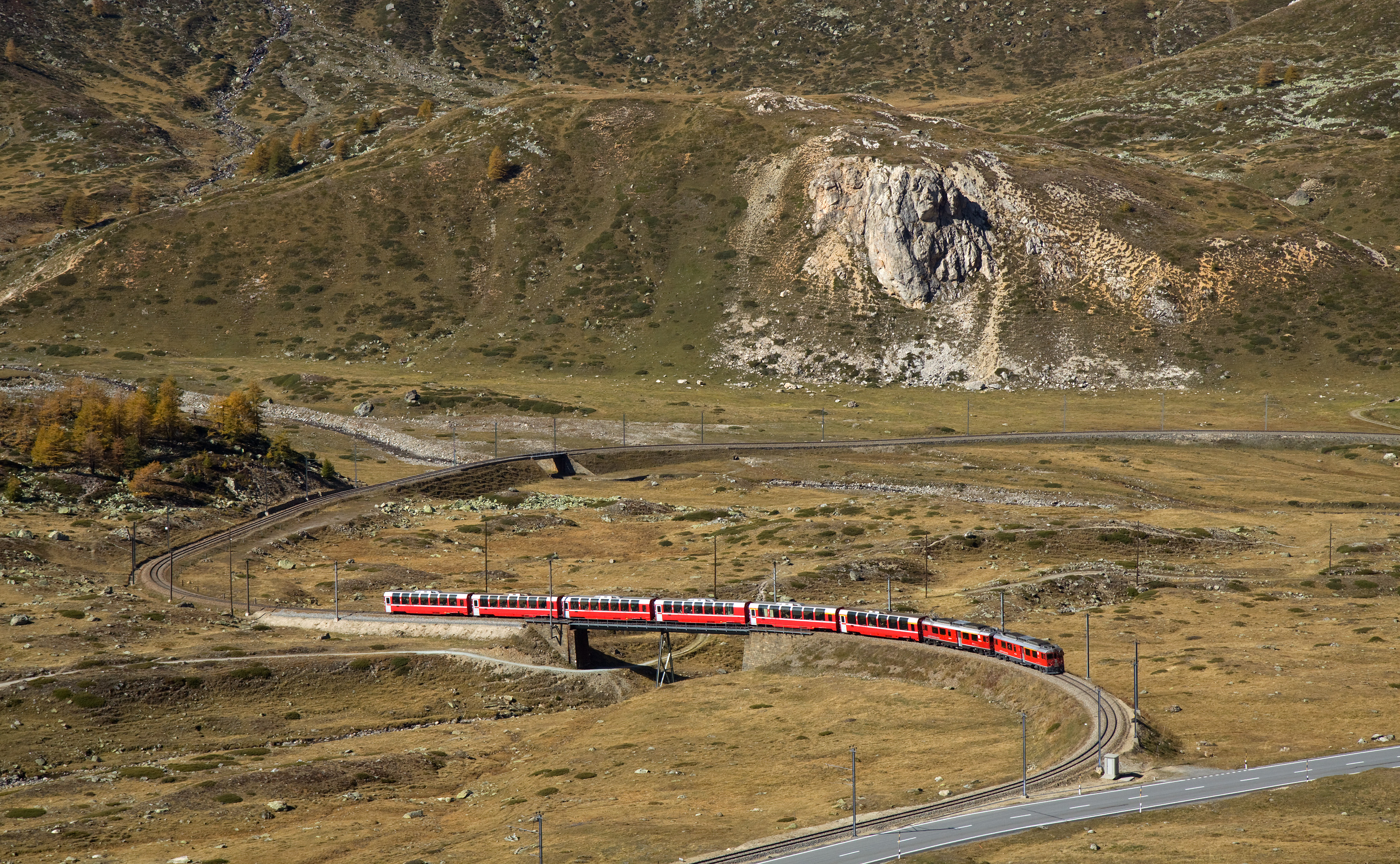
Áthaladás a felső Berninabach-hídon
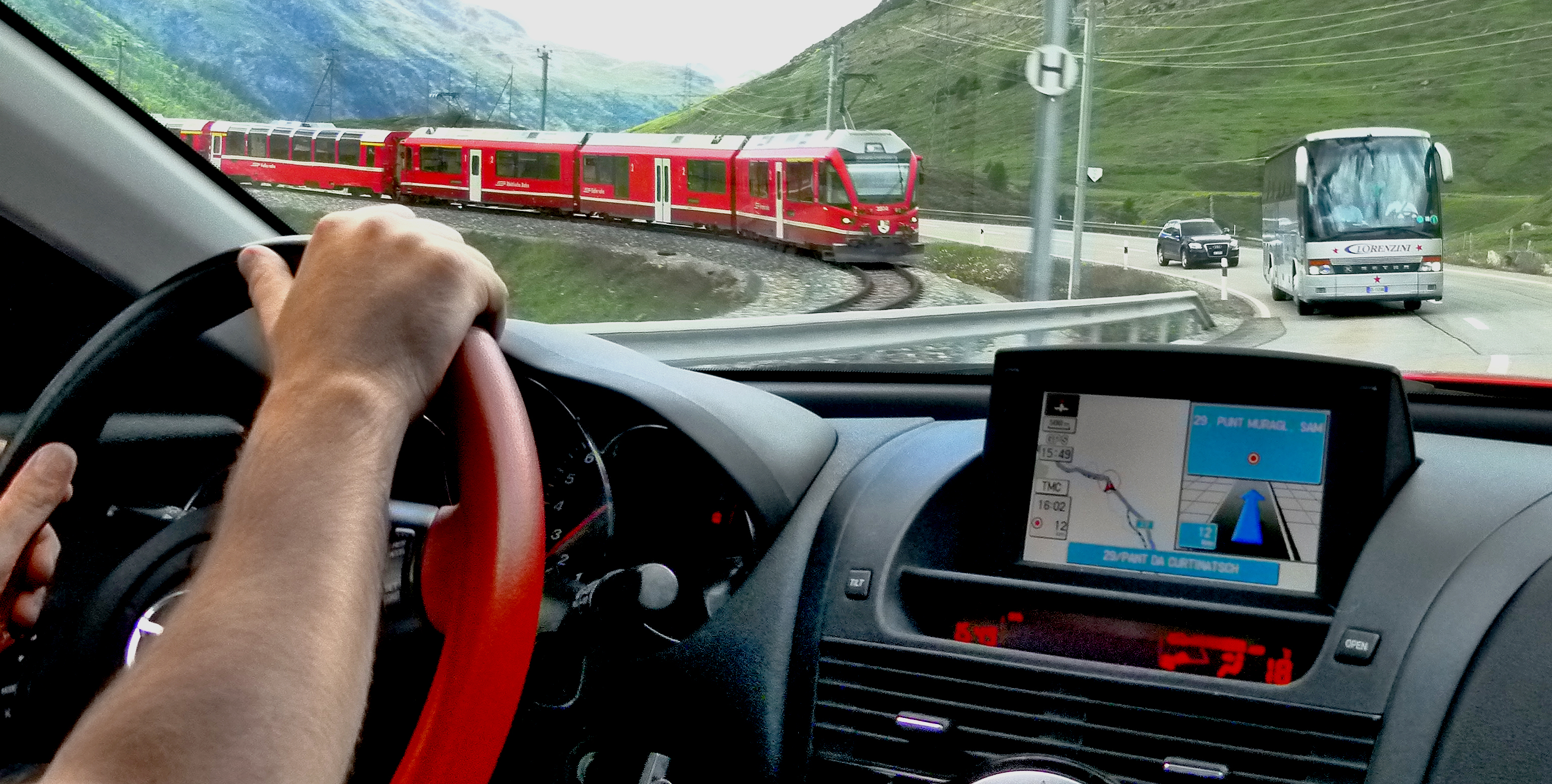
Üzemelő szerelvény a Berninán

## Fordítás
- Ez a szócikk részben vagy egészben a Berninabahn című német Wikipédia-szócikk ezen változatának fordításán alapul.  Az eredeti cikk szerkesztőit annak laptörténete sorolja fel. Ez a jelzés csupán a megfogalmazás eredetét és a szerzői jogokat jelzi, nem szolgál a cikkben szereplő információk forrásmegjelöléseként.

### Filmek
- "Von Pontresina, Oberengadin, nach Bernina Hospiz", Welt-Kinematograph, Freiburg i. Br., Germany 1909 or 1910.
- "Mit der Berninabahn", Welt-Kinematograph, Freiburg i. Br., Germany 1910.
- "Le Ferrovie del Bernina", Pasquali e C., Turin, Italy 1911.
- "The Bernina Railway (Switzerland)", Urbanora, Great Britain 1912.
- "La Ferrovia del Bernina", Regie: Giovanni Vitrotti, Società Anonima Ambrosio, Turin, Italy 1913.
- "Europe's Winter Playground", Director: Frederick Burlingham, British & Colonial Kinematograph Company, Great Britain 1913.
- "Dallo Spluga al Bernina", Luca Comerio, Milan, Italy 1914.
- "Eine Fahrt mit der Bernina-Bahn (Schweiz)", Sascha-Filmfabrik, Vienna, Austria 1914.
- The TV program "Die schönsten Bahnstrecken Europas", which was shown on Germany's ARD network (see also Das Erste), included a cab ride on the Bernina Railway.

- |  | A Wikimédia Commons tartalmaz Bernina-vasút témájú médiaállományokat. |